# Anastassija Igorewna Karabelschtschikowa
Anastassija Igorewna Karabelschtschikowa (russisch Анастасия Игоревна Карабельщикова; * 4. August 1985 in Nischni Nowgorod) ist eine russische Ruderin.
Karabelschtschikowa startete erstmals im russischen Achter bei den Nachwuchs-Weltmeisterschaften der U23-Altersklasse im Jahr 2006. Sie nahm im Folgejahr mit dem russischen Achter an den Ruder-Weltmeisterschaften 2007 teil. Dem russischen Team wurde bei dieser Veranstaltung ein Dopingvergehen bei mehreren Athleten nachgewiesen, so dass der Achter der Damen und der Leichtgewichts-Doppelzweier der Herren aus dem laufenden Wettbewerb genommen wurden. Anfang 2008 wurde Karabelschtschikowa schließlich wegen Dopings rückwirkend ab dem 27. August 2007 für zwei Jahre gesperrt.
Nach ihrer Sperre wurde sie ab 2011 wieder bei internationalen Regatten eingesetzt. Von 2011 bis 2016 startete sie bei den Europameisterschaften im russischen Achter, konnte dabei 2013 Bronze, 2015 Gold und 2016 Bronze gewinnen. Ebenfalls im Achter startete sie bei den Weltmeisterschaften 2013 bis 2015 ohne Medaillenerfolg. Bei der Sommer-Universiade 2013 gewann sie im Vierer ohne Steuerfrau die Goldmedaille.
Karabelschtschikowa war außerdem mit dem russischen Frauen-Achter für die Olympischen Sommerspiele 2016 qualifiziert. Nachdem im sogenannten McLaren-Report allerdings Staatsdoping in Russland untersucht und bestätigt wurde, wurden nach Maßgabe des Internationalen Olympischen Komitees unter anderem alle russischen Athleten mit einem Dopingfall in der Vergangenheit von den Spielen ausgeschlossen. Das galt insbesondere auch für bereits sanktionierte Vergehen, wie das von Karabelschtschikowa aus dem Jahr 2007. Von dieser Regelung war neben Karabelschtschikowa aus der russischen Rudermannschaft auch Iwan Podschiwalow betroffen. Der russische Ruderverband ging mit Karabelschtschikowa und Podschiwalow gegen diese Entscheidung am Internationalen Sportgerichtshof (CAS) vor und konnte eine Aufhebung der Sperre erreichen. Karabelschtschikowa erhielt wie 17 andere russische Ruderer aber trotzdem keine Startberechtigung, da sie zwischen 2011 und 2016 keinen Dopingtest außerhalb Russlands abgeben musste.